# Hallstadt
 Den østrigske by Hallstatt.
Hallstadt er en by i landkreis Bamberg i Oberfranken.

## Geografi
Hallstadt ligger i en bred dal på venstre, sydøstlige bred af floden Main, fire kilometer nord for Bambergs gamle bydel og tre kilometer over sammenløbet af Regnitz og Main. Her vender åen sit løb i nogle slyngninger fra syd til vest.
I Hallstadt får Main status som Bundeswasserstraße fra jernbanebroen ved flodkilometer 387,69.